# Sucha Góra (Beskid Niski)
Sucha Góra (611 m n.p.m.) – wzniesienie w Beskidzie Niskim, na południowy wschód od Iwonicza-Zdroju.